# 残酷な方程式
『残酷な方程式』（ざんこくなほうていしき 原題：The Same To You Doubled）は、アメリカの作家ロバート・シェクリイが書いたSF短編集である。なお、原題を和訳すれば「倍のお返し」であるが、1985年3月に東京創元社から刊行された書籍では「残酷な方程式」のタイトルにされている。また、作家名もロバート・シェクリーとされている。

## 収録されている短編
倍のお返し(The Same to You Doubled)
ニューヨークに住む男の部屋のドアベルが鳴った。入れてやろうとしたら、鍵のかかったままのドアを通り抜けて黒人が入ってきた。話を聞くと悪魔の外交員で、男の三つの願いをかなえてくれるという。ただしその願いは、男の最大の敵に対して倍になって返っていくともいうのだ。始めに男は「2万ドル欲しい」と願った。すると男の親友は4万ドルを手に入れた。親友だと思っていた男が、最大の敵だったのである。次に男が願ったものとは……。
コードルが玉ネギに、玉ネギがニンジンに(Cordle to Onion to Carrot)

石化世界(The Petrified World)

試合：最初の設計図(Game：First Schematic)

ドクター・ゾンビーと小さな毛むくじゃらの友人たち(Doctor Zombie and His Furry Little Friends)

残酷な方程式(The Cruel Equations)
レグルス第5惑星に設置された探検隊のキャンプ。いまそこにいるのは一人の男「ハロラン」と、一台の周辺防御ロボット「マックス」だけだった。他の隊員は調査旅行に出かけていて、数日間は戻ってこない。マックスは異星人と遭遇したときに、キャンプを略奪行為から守るようにプログラムされていた。ハロランはキャンプの外を見回ることにした。出ていくときにマックスが言った。「合い言葉は知ってますね」。ハロランは答えた。「ああ、知っている」。周辺の土地を調べ終えたハロランがキャンプに入ろうとしたとき、マックスが言った。「合い言葉は？」。ハロランが答えたが、それは古い合い言葉だった。新しい合い言葉を確認するのを忘れていたのである。正しい合い言葉を言わないと、絶対にマックスはキャンプに入れてくれないし、武器を持って攻撃もしてくる。ハロランは必死に本人であることを訴えた。マックスの返事は「恐ろしいほどハロランに似ているが、合い言葉を知らなければ異星人に違いない」であった。キャンプに入るため、ハロランは様々な方法を試してみるが、マックスは許可しない。照り付ける日差しで、ハロランは脱水を起こし生命の危険を感じるほどに追い込まれた。
こうすると感じるかい?(Can You Feel Anything When I Do This?)

それはかゆみから始まった(Starting from Scratch)
ある男が、何者かが話しかける夢を見た。それが住む世界では、空から直径2マイルもある巨大なシャフトが降りてきて、非常にゆっくりと動き回りながら野山や都市を破壊していると。そのシャフトは、低温にも高熱にも強く、陽子爆弾でも傷つけることができないらしい。別の日にも同じシャフトが降りてきて、同じような破壊を行ったともいう。それは「お願いだから、指で左手の第二関節と第三関節のあいだを掻くのをやめて欲しい」と切実に訴えた。男は2週間のあいだ、左手にばんそうこうを貼り、手も洗わなかった。その時間のうちに、あの世界では20から30億年は経過しているはずである。
記憶売り(The Mnemone)

トリップアウト(Tripout)
架空の相違の識別にかんする覚え書(Notes on the Perception of Imaginary Differences)

消化管を下ってマントラ、タントラ、斑入り爆弾の宇宙へ(Down the Digestive Tract and Into the Cosmos with Mantra, Tantra, and Specklebang)

シェフとウェイターと客のパ・ド・トロワ(Pas De Trois of the Chef and the Waiter and the Customer)

ラングラナクの諸相(Aspects of Langranak)

疫病巡回路(Plague Circuit)
その男は1988年8月のニューヨークに転移してきた。男は道端にスーツケースを置いて、大声を張り上げた。「いまこの都市で流行している青死病は、研究が進んでいるがまだ特効薬はない。だが私は薬をもっている」。一時は50人も集まった群衆は、どっと笑ってから散っていった。1人の女性だけが残った。彼女は、ここでは病気などは流行っていない、と言うではないか。男は転移する年を間違えたのかと思い「疫病巡回路」のパンフレットを取り出した。それを見た女が訪ねた。男は説明した。「大規模な流行病が発生したか、発生するだろう年と場所の一覧表だ」。
災難へのテールパイプ(Tailpipe to Disaster)

## 書誌情報
- 『残酷な方程式』（酒匂真理子訳、創元推理文庫SF） 1985年3月 ISBN 4-488-61402-7